# Fénis
Fénis is een gemeente in de Italiaanse regio Aostadal en telt 1653 inwoners (31-12-2004). De oppervlakte bedraagt 68,3 km², de bevolkingsdichtheid is 24 inwoners per km².
De volgende frazioni maken deel uit van de gemeente: Baraveyes, Barche, Champlan, La Cerise, Le Chénoz, Chez-Sapin, Chez-Croiset, Chez-Cuignon, Chez-Fontillon, Cors, Les Crêtes, Fagnan, Misérègne, Pareynaz, Perron, Pléod, Pommier, Ramolivaz, Rovarey, Tillier.
In de gemeente bevindt zich het Kasteel Fénis.

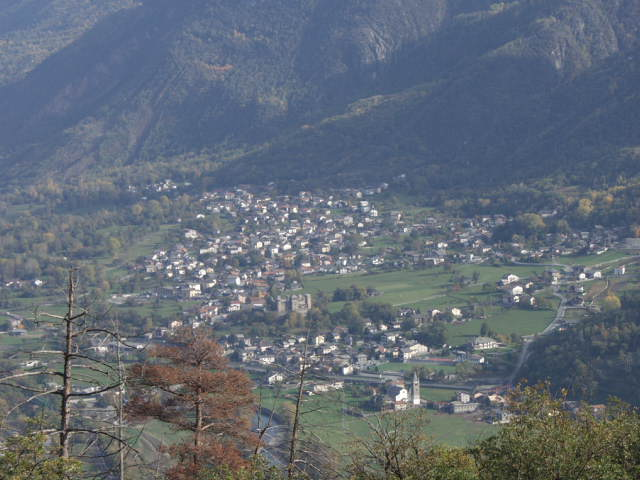
Fénis
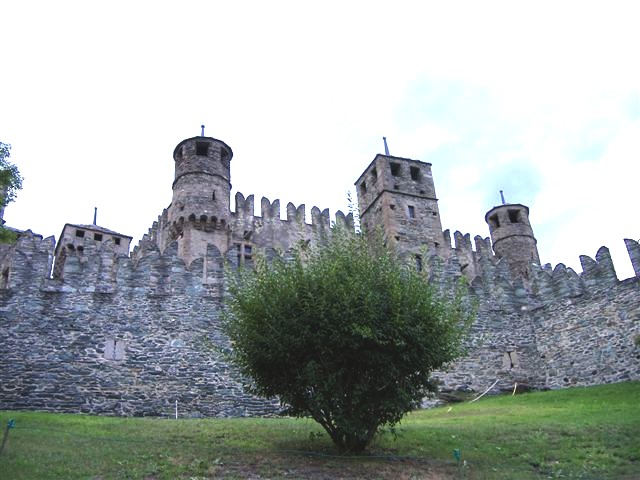
Kasteel Fénis
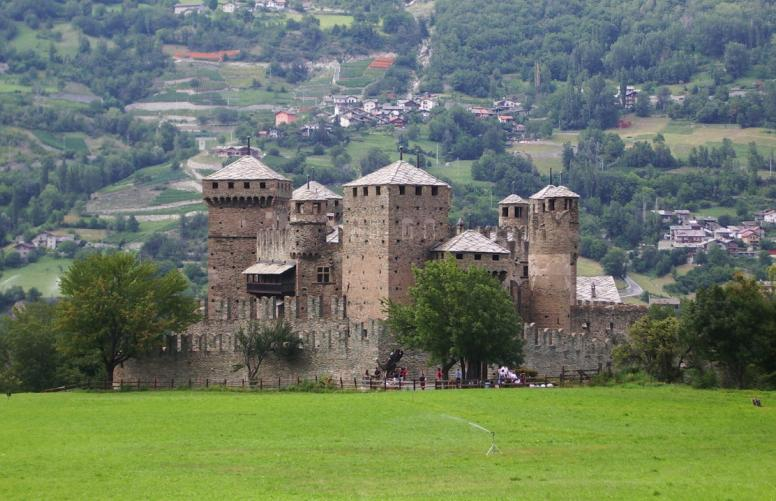
Kasteel Fénis

## Demografie
Fénis telt ongeveer 745 huishoudens. Het aantal inwoners steeg in de periode 1991-2001 met 0,9% volgens cijfers uit de tienjaarlijkse volkstellingen van ISTAT.
| Jaar | Inwoneraantal |
| ---- | ------------- |
| 1991 | 1603          |
| 2001 | 1618          |

## Geografie
De gemeente ligt op ongeveer 541 m boven zeeniveau.
Fénis grenst aan de volgende gemeenten: Chambave, Champdepraz, Champorcher, Cogne, Nus, Saint-Marcel, Verrayes.